# Спирея
Спире́я (лат. Spiraea), — род листопадных декоративных кустарников семейства розовых (Rosaceae). Многие виды культивируются в качестве декоративных растений. Изредка также встречается синонимичное название рода Таволга, хотя оно более характерно для старых изданий, в современной литературе под ним преимущественно понимаются представители рода Лабазник (Filipendula).

## Название
Латинское название рода происходит от др.-греч. σπειρα — «спираль».
Русское название
Относительно русского названия рода Spiraea существует путаница. В 11-м издании «Флоры Средней России» Маевского (2014) для этого рода приведено единственное русское название — «спирея»; единственное русское название рода приводится и в статье «Спирея» в третьем издании Большой советской энциклопедии (1976). Однако в «Большой российской энциклопедии» (2016) для этого рода приведены два названия, «спирея» (как основное) и «таволга», а в вышедшем в 1939 году 9-м томе «Флоры СССР» для рода Spiraea приводится лишь одно русское название — «таволга».

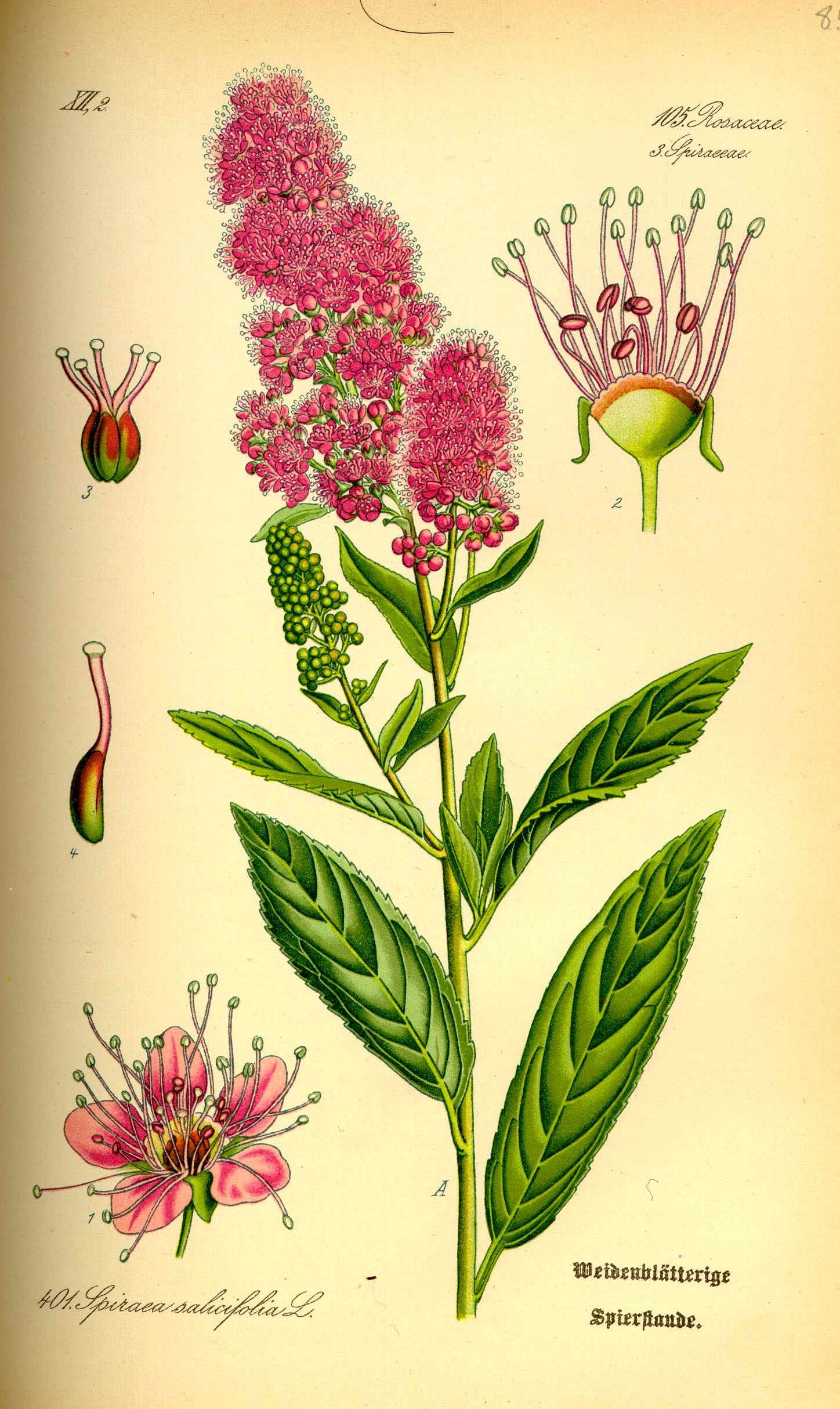
Спирея иволистная.

Есть, однако, немало источников, в которых слово «таволга» используется в качестве русского названия рода Filipendula (который относится к тому же, что и Spiraea, семейству Rosaceae). Так, в 11-м издании «Флоры Средней России» Маевского (2014), равно как и в «Биологическом энциклопедическом словаре» (1986) именно название «таволга» указано в качестве основного для рода Filipendula, а «лабазник» — в качестве второго русского названия; в других источниках, например, в третьем издании Большой советской энциклопедии (1973), основным русским названием для рода Filipendula считается «лабазник», а «таволга» — вторым названием.

## Ботаническое описание

### Морфология
Растения высотой от 15 см до 2,5 м. Корневая система мочковатая, неглубокая.
Ветви прямостоящие, раскинутые, лежачие, поднимающиеся или стелющиеся, от светло- до тёмно-бурых, с продольно отслаивающейся корой. Молодые побеги светло-зелёные, желтоватые, красноватые или коричневые, голые или опушённые.
Почки мелкие, у отдельных видов длиной до 0,5—1 см, одиночные или по две, круглые, от яйцевидных до остроконечных, голые или опушённые, с 2—8 чешуями. Листья очерёдные, черешковые, без прилистников, от узколанцетно-линейных до круглых, 3—5-лопастные, просто- или двоякопильчато-зубчатые.
Соцветия у видов, цветущих весной, — сидячие или почти сидячие зонтики или щитковидные кисти с розеткой листьев у основания; у видов, цветущих летом, — простые или сложные щитки на концах коротких облиственных веточек или побегов текущего года; у поздноцветущих видов — узкоцилиндрические, широко пирамидальные или эллиптические метёлки на концах длинных, облиственных побегов текущего года. Цветки обоеполые, реже раздельнополые; виды цветущие весной окрашены в белый цвет; летнецветущие виды имеют окраску от белой до розово-красной; поздно цветущие — за редкими исключениями, окрашены в различные оттенки пурпурного. Гипантий чашевидный или колокольчатый, с пятью чашелистиками; на внутренней части чашечки расположен мелко- или крупногородчатый, или лопастной цветочный диск, у некоторых видов мало заметный. Лепестков пять, округлые, продолговатые, обычно длиннее чашелистиков. Тычинок 15—60; завязей обычно пять, верхние, свободные или немного сросшиеся основаниями.
Плоды — многосемянные листовки, раскрывающиеся по внутреннему, а позднее и по наружному швам. Семена плоские, ланцетовидные, коричневые, длиной 1,5—2 мм, шириной 0,5 мм, крылатые.

### Цветение и плодоношение
Цветение весенних видов непродолжительное, но дружное; в это время большая часть кроны покрывается распустившимися соцветиями. У летнецветущих видов оно такое же массовое, но более продолжительное. Поздно цветущие виды отличаются постепенным цветением — в течение всего периода происходит смена отцветающих соцветий распускающимися, при этом соцветия покрывают относительно небольшую часть кроны.
Цвести большинство видов начинают на 3—4 год жизни, при этом первое цветение иногда ограничивается появлением отдельных соцветий и нераспустившихся бутонов.
Семена созревают и начинают высыпаться через полтора — два с половиной месяца после цветения.

## Распространение и экология
Представители рода встречаются в лесостепной, лесной и полупустынных зонах и в субальпийском поясе гор Северного полушария. В Азии южная граница проходит по Гималаям, в Северной Америке — по территории Мексики.
Многие виды засухоустойчивы, зимостойки и требовательны к богатству почвы.
Размножаются спиреи семенами, черенками и делением кустов.

## Хозяйственное значение и использование
Спиреи очень ценятся в декоративном садоводстве и лесопарковом хозяйстве. Обладая большим разнообразием по форме и размерам кустов, времени и продолжительности цветения, окраске цветков и форме соцветий, растения очень широко применяются в озеленении и организации живых изгородей. Из нескольких десятков видов спирей активно культивируют лишь единицы.
Кроме того, многие виды рода Спирея — медоносы и источники лекарственного сырья. В различных частях этих растений обнаружены аскорбиновая кислота, каротин, алкалоиды, флавоноиды, сапонины, дубильные вещества. Спиреи могут применяться и как почвоукрепляющие растения.

## В астрономии
В честь спиреи назван астероид (1091) Спирея, открытый в 1928 году немецким астрономом Карлом Рейнмутом в Гейдельбергской обсерватории.

## Классификация

### Таксономия
- Spiraea L., 1753, Sp. Pl. : 489

Род Спирея включается в семейство Розовые (Rosaceae) порядка Розоцветные (Rosales), последовательно входящего в более крупные клады Фабиды → Розиды → Суперрозиды → Эвдикоты → Цветковые растения. Таксономическая схема в соответствии с Системой APG IV по состоянию на июнь 2024 года:
|  |                          |  |                                   |                                   |                   |  | еще 8 семейств |               |               |                                                               |
|  |                          |  |                                   |                                   |                   |  |                |               |               | 155 подтвержденных видов и 259 видов, ожидающих подтверждения |
|  |                          |  |                                   | порядок Розоцветные               |                   |  |                |               | род Спирея    |                                                               |
|  |                          |  |                                   | порядок Розоцветные               |                   |  |                |               | род Спирея    |                                                               |
|  | клада Цветковые растения |  |                                   |                                   | семейство Розовые |  |                |               |               |                                                               |
|  | клада Цветковые растения |  |                                   |                                   |                   |  |                |               |               |                                                               |
|  |                          |  | ещё 63 порядка цветковых растений | ещё 63 порядка цветковых растений |                   |  |                | еще 116 родов | еще 116 родов |                                                               |
|  |                          |  |                                   | ещё 63 порядка цветковых растений |                   |  |                |               | еще 116 родов |                                                               |

### Виды
Некоторые из них:
| - Spiraea affinis R.Parker - Spiraea alaskaense Howell - Spiraea alba Du Roi — Спирея белая - Spiraea albiflora (Miq.) Zabel — Спирея белоцветковая - Spiraea alpina Pall. — Спирея альпийская - Spiraea arcuata Hook.f. — Спирея дуговидная - Spiraea bella Sims — Спирея прелестная - Spiraea betulifolia Pall. — Спирея берёзолистная - Spiraea blumei G.Don — Спирея Блюме - Spiraea canescens D.Don — Спирея сероватая - Spiraea cantoniensis Lour. — Спирея кантонская - Spiraea chamaedryfolia L. — Спирея дубравколистная, или Спирея дубровколистная, или Таволга дубровколистная - Spiraea chinensis Maxim. — Спирея китайская - Spiraea corymbosa Raf. — Спирея щитконосная - Spiraea crenata L. — Спирея городчатая | - Spiraea dasyantha Bunge - Spiraea decumbens W.D.J.Koch — Спирея стелющаяся - Spiraea densiflora Nutt. ex Torr. & A.Gray — Спирея густоцветковая - Spiraea douglasii Hook. — Спирея Дугласа - Spiraea flexuosa Fisch. ex Cambess. — Спирея извилистая - Spiraea formosana Hayata - Spiraea fritschiana C.K.Schneid. - Spiraea gemmata Zabel — Спирея почечная - Spiraea henryi Hemsl. — Спирея Генри - Spiraea hirsuta (Hemsl.) C.K.Schneid. - Spiraea hypericifolia L. — Спирея зверобоелистная - Spiraea japonica L.f. — Спирея японская - Spiraea lasiocarpa Kar. & Kir. — Спирея волосистоплодная - Spiraea longigemmis Maxim. — Спирея длиннопочечная - Spiraea lucida Douglas ex Greene — Спирея светлая - Spiraea media F.Schmidt — Спирея средняя - Spiraea micrantha Hook.f. — Спирея мелкоцветковая - Spiraea miyabei Koidz. — Спирея Миабе | - Spiraea mollifolia Rehder — Спирея мягколистная - Spiraea mongolica Maxim. — Спирея монгольская - Spiraea myrtilloides Rehder - Spiraea nipponica Maxim. — Спирея ниппонская - Spiraea palmata Pall. — Спирея дланевидная - Spiraea prunifolia Siebold & Zucc. — Спирея сливолистная - Spiraea pubescens Turcz. — Спирея пушистая, или Спирея опушённая - Spiraea rosthornii E.Pritz. — Спирея Ростгорна - Spiraea salicifolia L. typus — Спирея иволистная - Spiraea splendens Baumann & K. Koch - Spiraea stevenii Rydb. — Спирея Стевена - Spiraea thunbergii Siebold ex Blume — Спирея Тунберга - Spiraea tomentosa L. — Спирея войлочная - Spiraea trichocarpa Nakai — Спирея опушённоплодная - Spiraea trilobata L. — Спирея трёхлопастная - Spiraea vacciniifolia D.Don — Спирея растопыренная - Spiraea veitchii Hemsl. — Спирея Вича - Spiraea virginiana Britton — Спирея виргинская - Spiraea wilsonii Duthie — Спирея Вильсона |

Спиреи обладают исключительной способностью давать стойкие гибриды, которые по своим декоративным свойствам часто превосходят родительские виды:
- Spiraea ×arguta Zabel — Спирея острозазубренная
- Spiraea ×cinerea Zabel — Спирея серая
- Spiraea ×foxii hort. ex Zabel — Спирея Фокса
- Spiraea ×pikoviensis Besser — Спирея пиковийская
- Spiraea ×sanssouciana K.Koch — Спирея сансусийская
- Spiraea ×vanhouttei (Briot) Zabel — Спирея Вангутта

### Синонимы
- Awayus Raf.
- Chamedrys Raf.
- Drimopogon (Raf.) B.D.Jacks.
- Eleiosina Raf.
- Rhodalix Raf.
- Spiraia Raf.
- Spirea Pall.